# Huset Árpád

Huset Árpáds vapen

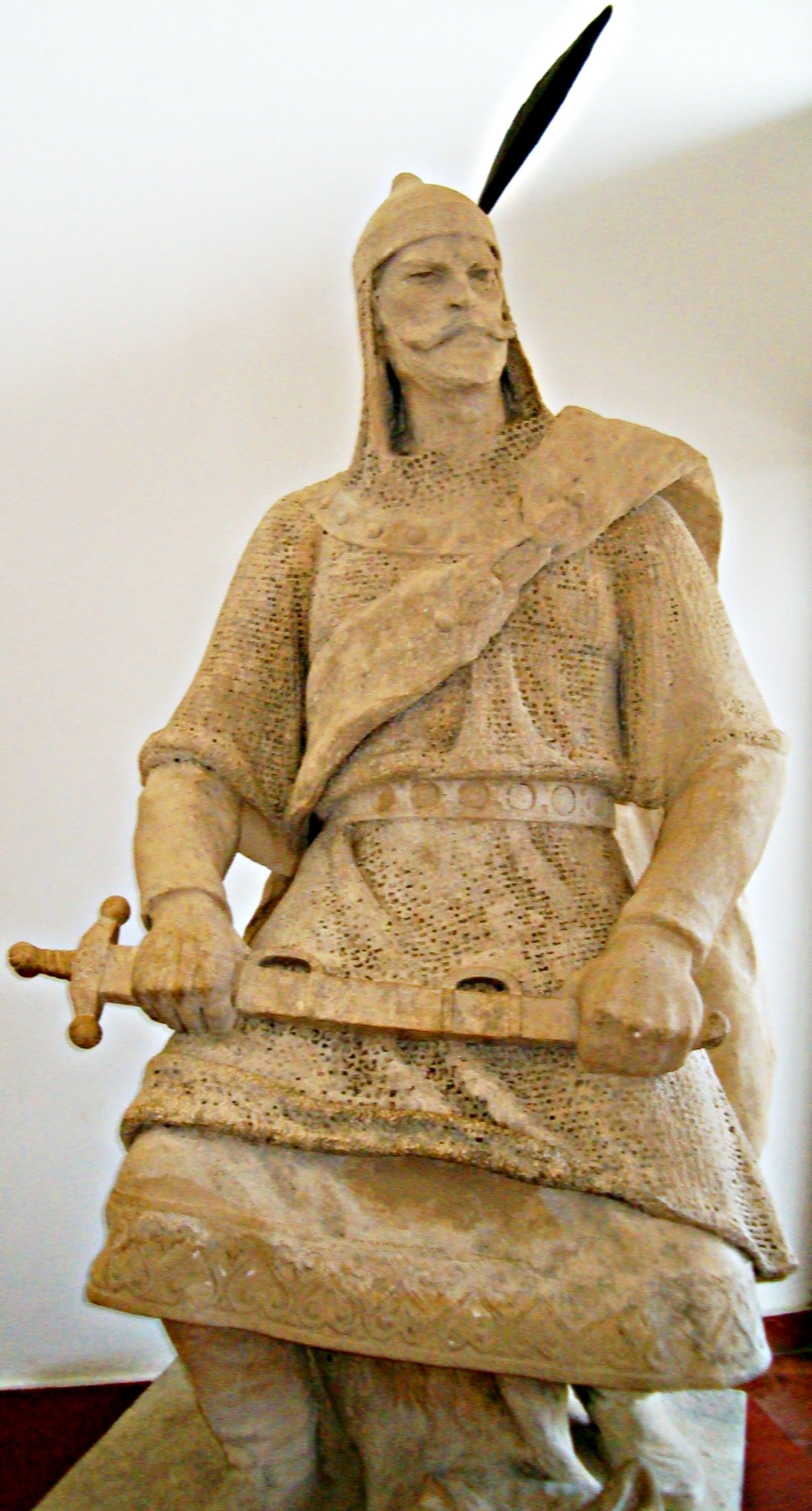
Staty av Árpád

Huset Árpád (ungerska: Árpádok, slovakiska: Arpádovci, kroatiska: Arpadovići) var en medeltida, ungersk kungafamilj, som med korta avbrott regerade Ungern från slutet av 800-talet till 1301. Sedan Ungern och Kroatien ingått personalunion 1102 regerade de nästan oavbrutet över Kroatien fram till 1301.
Huset Árpád grundades av Árpád, som var storfurste av de till Karpaterna inflyttade ungerska stammarna. Ättens makt grundlades av Álmos (omkring 820 - 895) då ungerska stammar kom till landet som då beboddes av khazarer. 
När ungrarna kom till Europa, deltog de i kampen på Arnulf av Kärntens sida mot Mähren, och på Leo VI av Bysans sida mot bulgarerna. Fursten Géza (ca. 970 - 997) var den förste som förstod att kristendomen skulle ta över i Europa. Därför slöt han fred med Otto I i Quedlinburg 973 och konverterade till katolicismen; det finns tecken på att konverteringen var politiskt motiverad.
Stefan, Gézas son, spelade en mycket viktig roll i stabiliseringen av Árpádernas makt i regionen och han etablerade det ungerska kungariket.

## Heliga familjmedlemmar
- Stefan I den helige
- Emmerich den helige, prins av Ungern
- Ladislaus I den helige
- Margareta den heliga